# 四十住櫻
四十住櫻（日语：／ Yosozumi Sakura ?；2002年3月15日—），日本滑板選手。出生於和歌山縣。2021年8月4日以19歲之齡贏得奧運公園滑板項目金牌。她也是2018年亞洲運動會滑板公園賽項目的冠軍得主。

## 荣誉

### 日本勋章奖章
- 紫绶褒章（2021年11月3日公布[1]）

## 外部連結
- 四十住 さくら的Instagram帳戶
- 四十住 さくら的Facebook專頁